# Römerau
Römerau ist ein Ortsteil der Gemeinde Denklingen im oberbayerischen Landkreis Landsberg am Lech.

## Geografie
Der Weiler Römerau liegt circa einen Kilometer südlich von Epfach auf einer Schotterterrasse des Lech.

## Geschichte
Römerau war bis zum 30. Juni 1972 ein Ortsteil der ehemaligen Gemeinde Epfach.